# Saint-Germain-sur-École
Pour les articles homonymes, voir Saint-Germain.
Saint-Germain-sur-École est une commune française située dans le département de Seine-et-Marne, en région Île-de-France.
En 2022, elle compte 371 habitants.

## Géographie

### Localisation

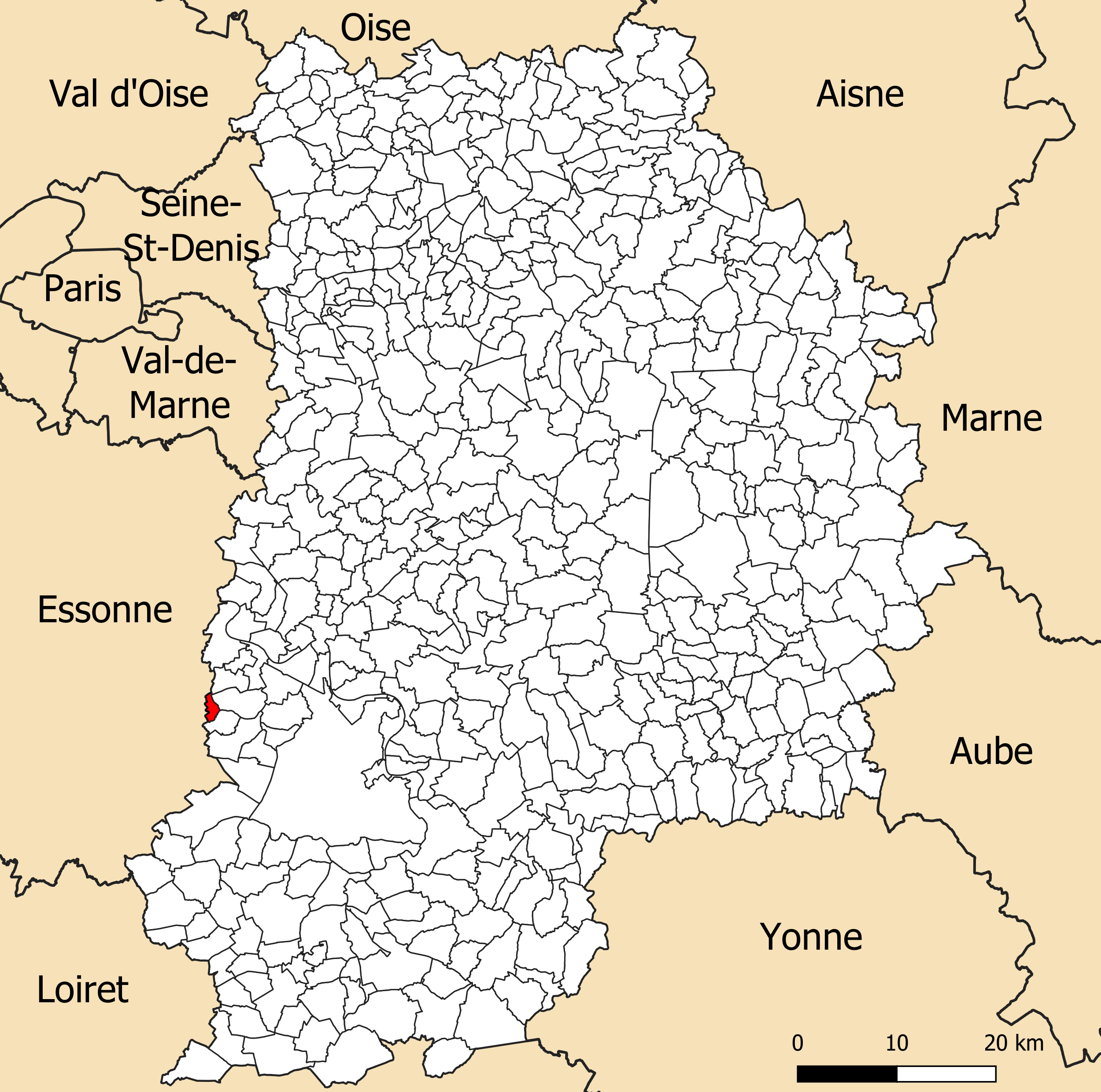
Localisation de Saint-Germain-sur-École dans le département de Seine-et-Marne.

La commune de Saint-Germain-sur-École se trouve dans le département de Seine-et-Marne, en région Île-de-France. Elle se situe à environ 45 km de Paris, à la limite du département de l'Essonne, à équidistance de Corbeil-Essonnes, de Melun et de Fontainebleau.
Elle se situe à 15,73 km par la route de Melun, préfecture du département et à 20,23 km de Fontainebleau, sous-préfecture. La commune fait en outre partie du bassin de vie de Paris.
Le village est traversé par l'École, qui lui donne son nom.

### Communes limitrophes

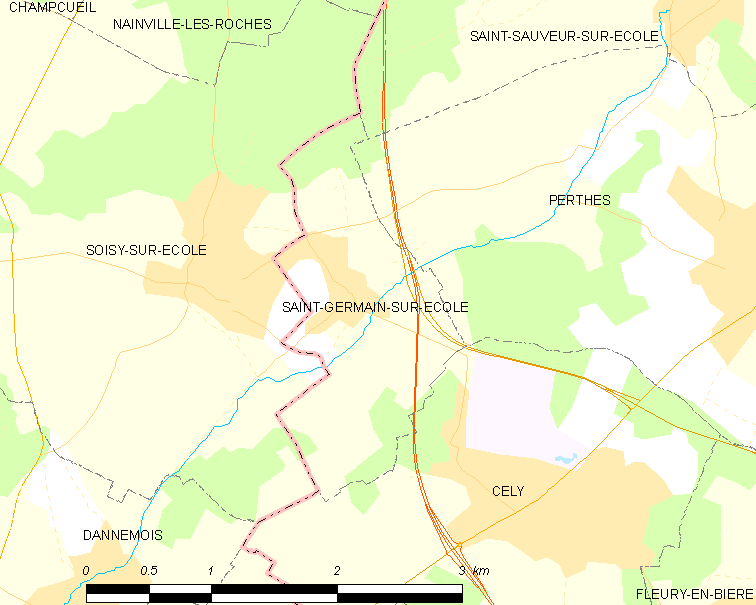
Carte des communes limitrophes de Saint-Germain-sur-École.

Les communes les plus proches sont : 
Soisy-sur-École (1,1 km), Cély (2,4 km), Perthes (3,4 km), Dannemois (3,5 km), Nainville-les-Roches (3,6 km), Saint-Sauveur-sur-École (3,7 km), Fleury-en-Bière (4,2 km), Courances (4,7 km).
|                           |                         | Saint-Sauveur-sur-École |
| Soisy-sur-École (Essonne) | Saint-Germain-sur-École | Perthes-en-Gâtinais     |
|                           | Cély                    |                         |

### Relief et géologie
Le territoire de la commune de Saint-Germain-sur-École se situe dans le sud du Bassin parisien, plus précisément au nord de la région naturelle du Gâtinais et dans la partie ouest de la plaine de la Bière, plaine qui constitue la partie nord-est de la région du Gâtinais et qui est délimitée au nord et à l'ouest par la rivière École ; à l'est, par la Seine et au sud par la forêt de Fontainebleau.
Géologiquement intégré au bassin parisien, qui est une région géologique sédimentaire, l'ensemble des terrains affleurants de la commune sont issus de l'ère géologique Cénozoïque (des périodes géologiques s'étageant du Paléogène au Quaternaire),.

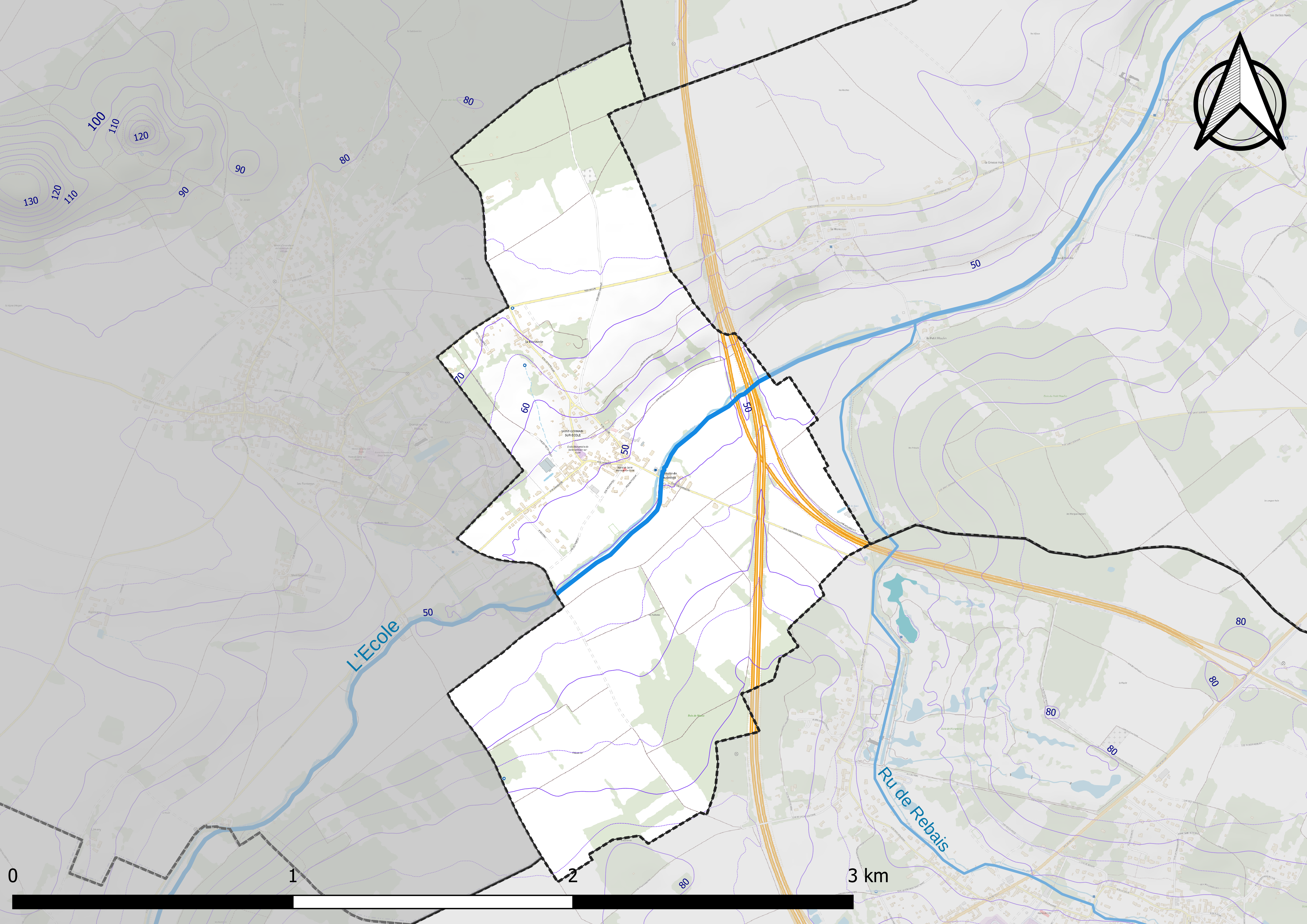
Carte du relief de Saint-Germain-sur-École.
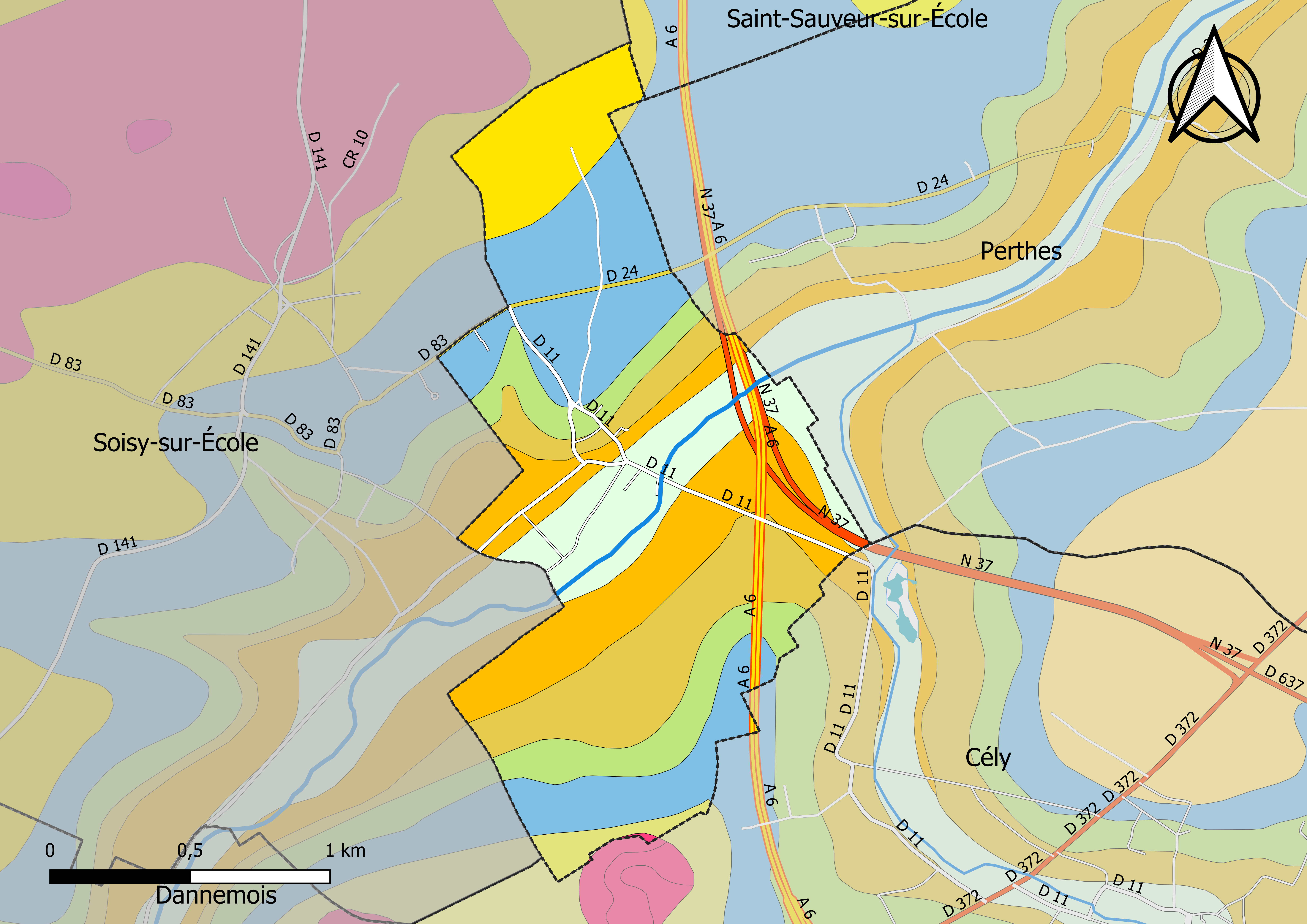
Carte géologique vectorisée et harmonisée de Saint-Germain-sur-École.

|  | CE : | Colluvions polygéniques éboulis.                                  |
|  | CF : | Colluvions de versant et de fond de vallon.                       |
|  | Fz : | Alluvions récentes : limons, argiles, sables, tourbes localement. |

|  | g1AR : | Argile verte, Glaises à Cyrènes et/ou Marnes vertes et blanches (Argile verte de Romainville) . |
|  | g1CB : | Calcaire de Brie stampien et meulières plio-quaternaire indifférenciées.                        |

|  | e7C :  | Calcaire de Champigny, Calcaire de Château-Landon, Marnes de Nemours.        |
|  | e7MS : | Marnes supragypseuses : Marnes blanches de Pantin Marnes bleues d'Argenteuil |

### Hydrographie

#### Réseau hydrographique

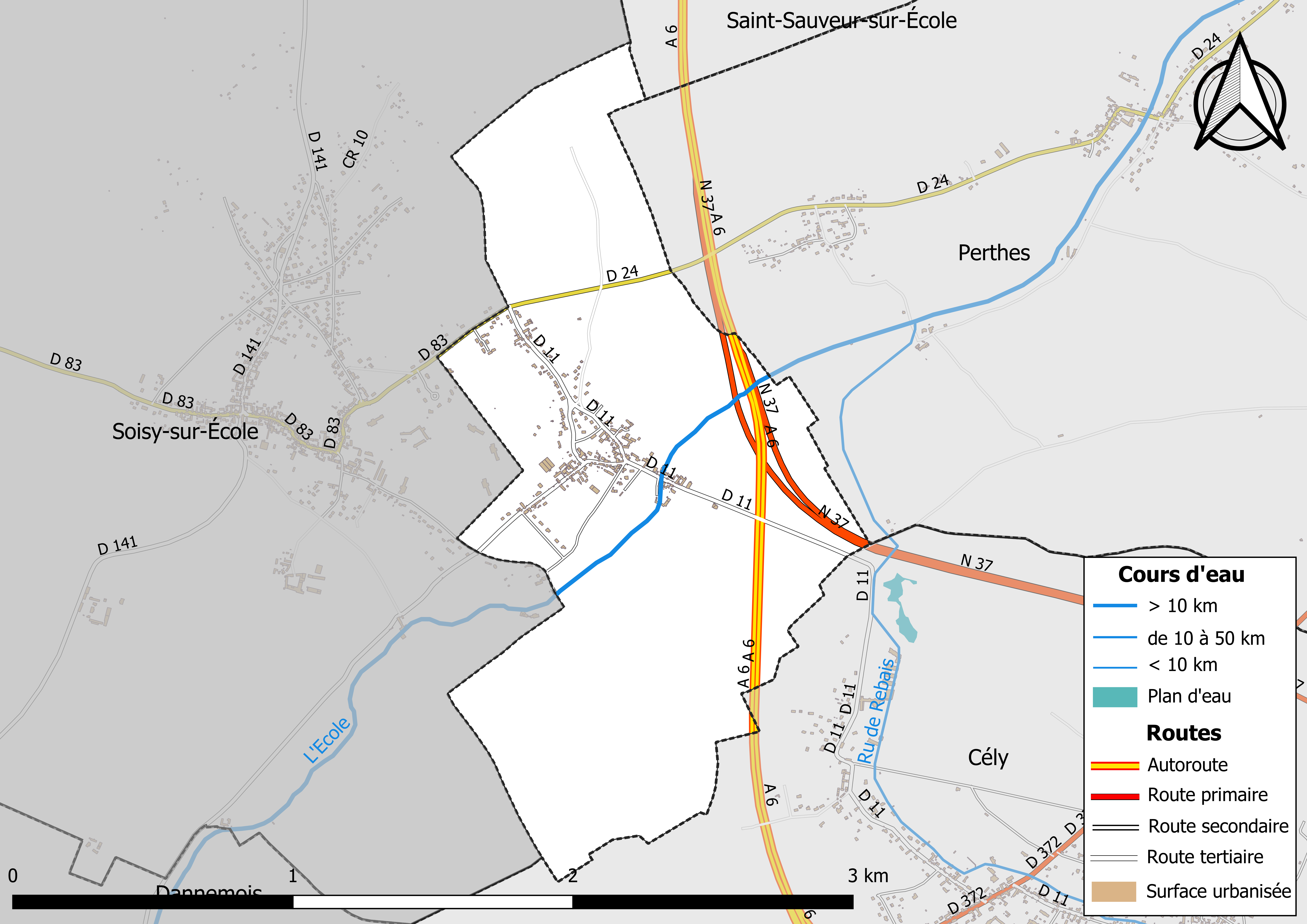
Carte des réseaux hydrographique et routier de Saint-Germain-sur-École.

Le réseau hydrographique de la commune se compose d'un seul cours d'eau référencé : l’École, long de 26,73 km, affluent de la Seine.
Sa longueur totale des cours d'eau est de 1,15 km.

#### Gestion des cours d'eau
Afin d’atteindre le bon état des eaux imposé par la Directive-cadre sur l'eau du 23 octobre 2000, plusieurs outils de gestion intégrée s’articulent à différentes échelles : le SDAGE, à l’échelle du bassin hydrographique, et le SAGE, à l’échelle locale. Ce dernier fixe les objectifs généraux d’utilisation, de mise en valeur et de protection quantitative et qualitative des ressources en eau superficielle et souterraine. Le département de Seine-et-Marne est couvert par six SAGE, au sein du bassin Seine-Normandie.
La commune fait partie du SAGE « Nappe de Beauce et milieux aquatiques associés », approuvé le 11 juin 2013. Le territoire de ce SAGE couvre deux régions, six départements et compte 681 communes, pour une superficie de 9 722 km2. Le pilotage et l’animation du SAGE sont assurés par le Syndicat mixte du pays Beauce Gâtinais en Pithiverais, qualifié de « structure porteuse ».

### Climat
Pour des articles plus généraux, voir Climat de l'Île-de-France et Climat de Seine-et-Marne.
En 2010, le climat de la commune est de type climat océanique dégradé des plaines du Centre et du Nord, selon une étude du CNRS s'appuyant sur une série de données couvrant la période 1971-2000. En 2020, Météo-France publie une typologie des climats de la France métropolitaine dans laquelle la commune est exposée à un climat océanique altéré et est dans la région climatique Sud-ouest du bassin Parisien, caractérisée par une faible pluviométrie, notamment au printemps (120 à 150 mm) et un hiver froid (3,5 °C).
Pour la période 1971-2000, la température annuelle moyenne est de 11,4 °C, avec une amplitude thermique annuelle de 15,8 °C. Le cumul annuel moyen de précipitations est de 674 mm, avec 10,7 jours de précipitations en janvier et 7,4 jours en juillet. Pour la période 1991-2020, la température moyenne annuelle observée sur la station météorologique la plus proche, située sur la commune de Nainville-les-Roches à 4 km à vol d'oiseau, est de 11,5 °C et le cumul annuel moyen de précipitations est de 702,3 mm,. Pour l'avenir, les paramètres climatiques de la commune estimés pour 2050 selon différents scénarios d'émission de gaz à effet de serre sont consultables sur un site dédié publié par Météo-France en novembre 2022.
| Mois                                  | jan.             | fév.             | mars            | avril         | mai             | juin          | jui.           | août           | sep.         | oct.            | nov.            | déc.           | année      |
| ------------------------------------- | ---------------- | ---------------- | --------------- | ------------- | --------------- | ------------- | -------------- | -------------- | ------------ | --------------- | --------------- | -------------- | ---------- |
| Température minimale moyenne (°C)     | 1,4              | 1,3              | 3,4             | 4,9           | 8,7             | 11,6          | 14             | 13,5           | 10,2         | 7,7             | 3,8             | 2              | 6,9        |
| Température moyenne (°C)              | 4,1              | 4,8              | 8,1             | 10,2          | 14,3            | 17,5          | 20,1           | 19,7           | 15,7         | 11,8            | 7               | 4,6            | 11,5       |
| Température maximale moyenne (°C)     | 6,7              | 8,2              | 12,8            | 15,5          | 19,8            | 23,3          | 26,3           | 25,9           | 21,1         | 16              | 10,1            | 7,1            | 16,1       |
| Record de froid (°C) date du record   | −20,5 17.01.1985 | −13,3 26.02.1986 | −12,4 01.03.05  | −5 12.04.1986 | −1,5 10.05.1980 | 1,8 04.06.01  | 4,5 17.07.1980 | 2,5 31.08.1986 | 2 29.09.1990 | −4,5 30.10.1985 | −11 24.11.1998  | −11 31.12.1985 | −20,5 1985 |
| Record de chaleur (°C) date du record | 16,5 05.01.1999  | 21,5 24.02.1990  | 25,5 29.03.1989 | 29,3 30.04.05 | 33 27.05.05     | 35,1 20.06.05 | 37,4 19.07.06  | 39 04.08.1990  | 32 04.09.05  | 30,2 01.10.1985 | 20,5 11.11.1995 | 17,2 07.12.00  | 39 1990    |
| Précipitations (mm)                   | 56,7             | 50,5             | 51,7            | 52,7          | 68,4            | 63,3          | 49,8           | 48,6           | 60,1         | 64,2            | 63,6            | 72,7           | 702,3      |

### Milieux naturels et biodiversité

#### Espaces protégés
La protection réglementaire est le mode d’intervention le plus fort pour préserver des espaces naturels remarquables et leur biodiversité associée,.
Dans ce cadre, la commune fait partie d'un espace protégé, le Parc naturel régional du Gâtinais français, créé en 1999 et d'une superficie de 75 567 ha. D’une grande richesse en termes d’habitats naturels, de flore et de faune, il est un maillon essentiel de l’Arc sud-francilien des continuités écologiques (notamment pour les espaces naturels ouverts et la circulation de la grande faune),.
Deux autres espaces protégés sont présents dans la commune : 
- la zone de transition de la réserve de biosphère « Fontainebleau et Gâtinais », créée en 1998 et d'une superficie totale de 150 544 ha (95 595 ha pour la zone de transition). Cette réserve de biosphère, d'une grande biodiversité, comprend trois grands ensembles : une grande moitié ouest à dominante agricole, l’emblématique forêt de Fontainebleau au centre, et le Val de Seine à l’est. La structure de coordination est l'Association de la Réserve de biosphère de Fontainebleau et du Gâtinais, qui comprend un conseil scientifique et un Conseil Éducation, unique parmi les Réserves de biosphère françaises[22],[23].
- la zone tampon de la réserve de biosphère « Fontainebleau et Gâtinais », créée en 1998 et d'une superficie totale de 150 544 ha (16 102 ha pour la zone tampon). Cette réserve de biosphère, d'une grande biodiversité, comprend trois grands ensembles : une grande moitié ouest à dominante agricole, l’emblématique forêt de Fontainebleau au centre, et le Val de Seine à l’est. La structure de coordination est l'Association de la Réserve de biosphère de Fontainebleau et du Gâtinais, qui comprend un conseil scientifique et un Conseil Éducation, unique parmi les Réserves de biosphère françaises[22],[24].

## Urbanisme

### Typologie
Au 1er janvier 2024, Saint-Germain-sur-École est catégorisée commune rurale à habitat dispersé, selon la nouvelle grille communale de densité à sept niveaux définie par l'Insee en 2022.
Elle est située hors unité urbaine. Par ailleurs la commune fait partie de l'aire d'attraction de Paris, dont elle est une commune de la couronne,. Cette aire regroupe 1 929 communes,.

### Occupation des sols
L'occupation des sols de la commune, telle qu'elle ressort de la base de données européenne d’occupation biophysique des sols Corine Land Cover (CLC), est marquée par l'importance des territoires agricoles (71 % en 2018), une proportion identique à celle de 1990 (71 %). La répartition détaillée en 2018 est la suivante : 
terres arables (65,69 %), 
forêts (17,29 %), 
zones urbanisées (11,75 %), 
zones agricoles hétérogènes (5,28 %).
| Type d’occupation | 1990      | 1990    | 2018      | 2018    | Bilan   |
| --- | --------- | ------- | --------- | ------- | ------- |
| Territoires artificialisés (zones urbanisées, zones industrielles ou commerciales et réseaux de communication, mines, décharges et chantiers, espaces verts artificialisés ou non agricoles) | 29,64 ha  | 11,75 % | 29,64 ha  | 11,75 % | 0,00 ha |
| Territoires agricoles (terres arables, cultures permanentes, prairies, zones agricoles hétérogènes)                                                                                          | 179,09 ha | 70,97 % | 179,09 ha | 70,97 % | 0,00 ha |
| Forêts et milieux semi-naturels (forêts, milieux à végétation arbustive et/ou herbacée, espaces ouverts sans ou avec peu de végétation)                                                      | 43,62 ha  | 17,29%  | 43,62 ha  | 17,29 % | 0,00 ha |

Parallèlement, L'Institut Paris Région, agence d'urbanisme de la région Île-de-France, a mis en place un inventaire numérique de l'occupation du sol de l'Île-de-France, dénommé le MOS (Mode d'occupation du sol), actualisé régulièrement depuis sa première édition en 1982. Réalisé à partir de photos aériennes, le Mos distingue les espaces naturels, agricoles et forestiers mais aussi les espaces urbains (habitat, infrastructures, équipements, activités économiques, etc.) selon une classification pouvant aller jusqu'à 81 postes, différente de celle de Corine Land Cover,,. L'Institut met également à disposition des outils permettant de visualiser par photo aérienne l'évolution de l'occupation des sols de la commune entre 1949 et 2018.

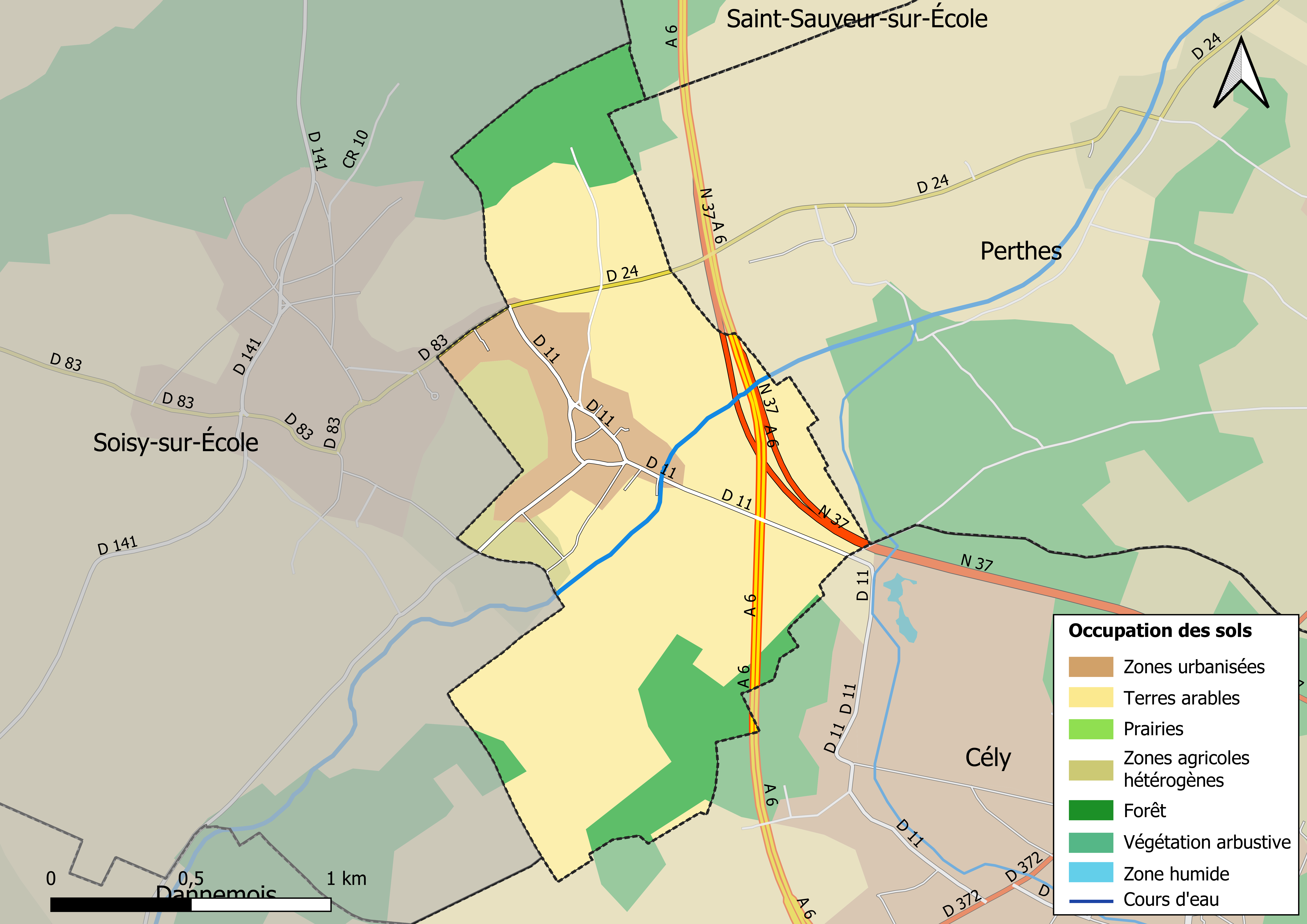
Carte des infrastructures et de l'occupation des sols en 2018 (CLC) de la commune.
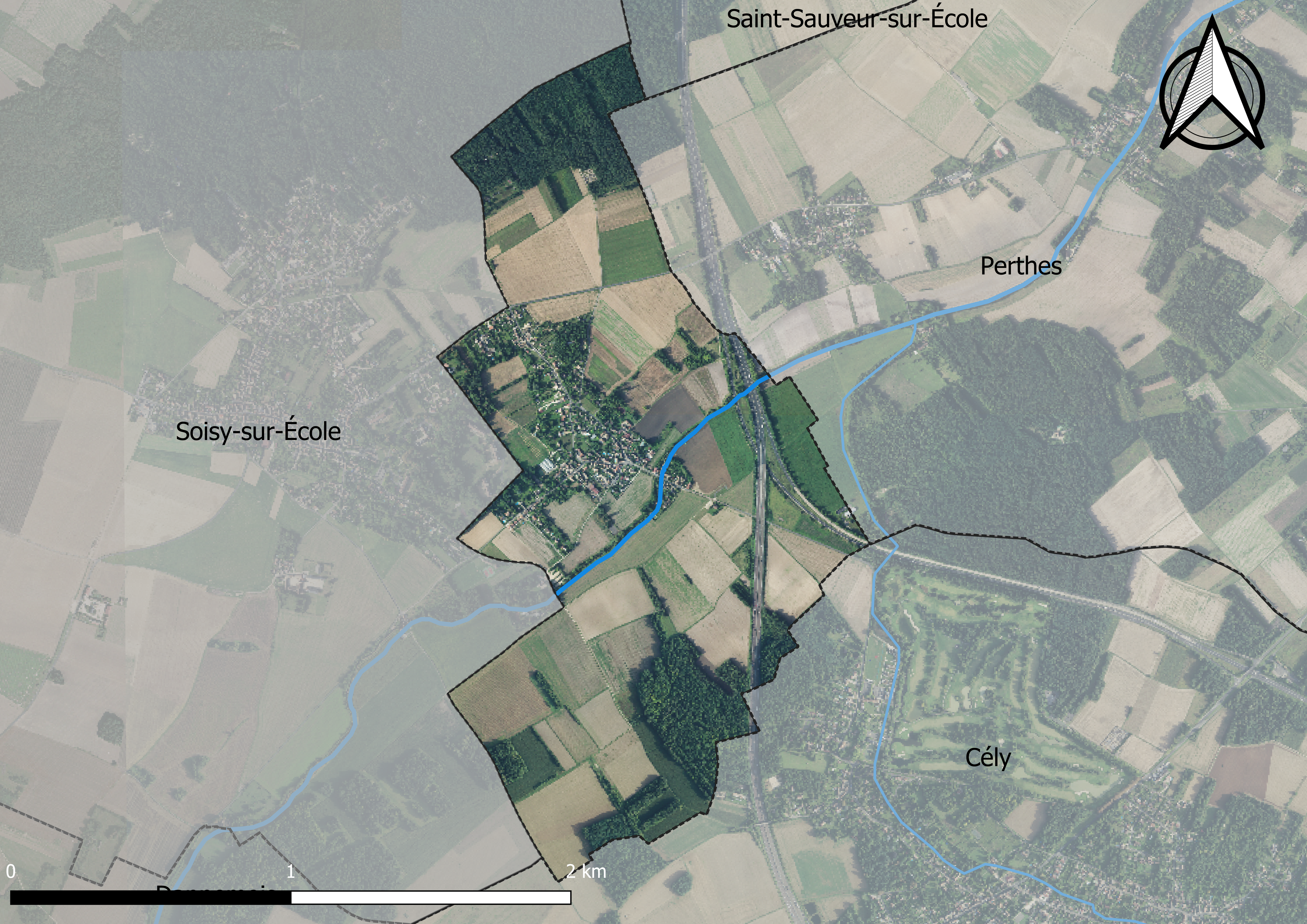
Carte orhophotogrammétrique de la commune.

### Planification
La loi SRU du 13 décembre 2000 a incité les communes à se regrouper au sein d’un établissement public, pour déterminer les partis d’aménagement de l’espace au sein d’un SCoT, un document d’orientation stratégique des politiques publiques à une grande échelle et à un horizon de 20 ans et s'imposant aux documents d'urbanisme locaux, les PLU (Plan local d'urbanisme). La commune est dans le territoire du SCOT Fontainebleau et sa région, approuvé le 26 mai 2013 et porté par le syndicat mixte d’études et de programmation (SMEP) de Fontainebleau et sa région.
La commune disposait en 2019 d'un plan local d'urbanisme approuvé. Un plan local d'urbanisme intercommunal couvrant le territoire de la communauté de communes des Deux Morin, prescrit le 28 juin 2018, était en élaboration,. Le zonage réglementaire et le règlement associé peuvent être consultés sur le Géoportail de l'urbanisme.

### Lieux-dits et écarts

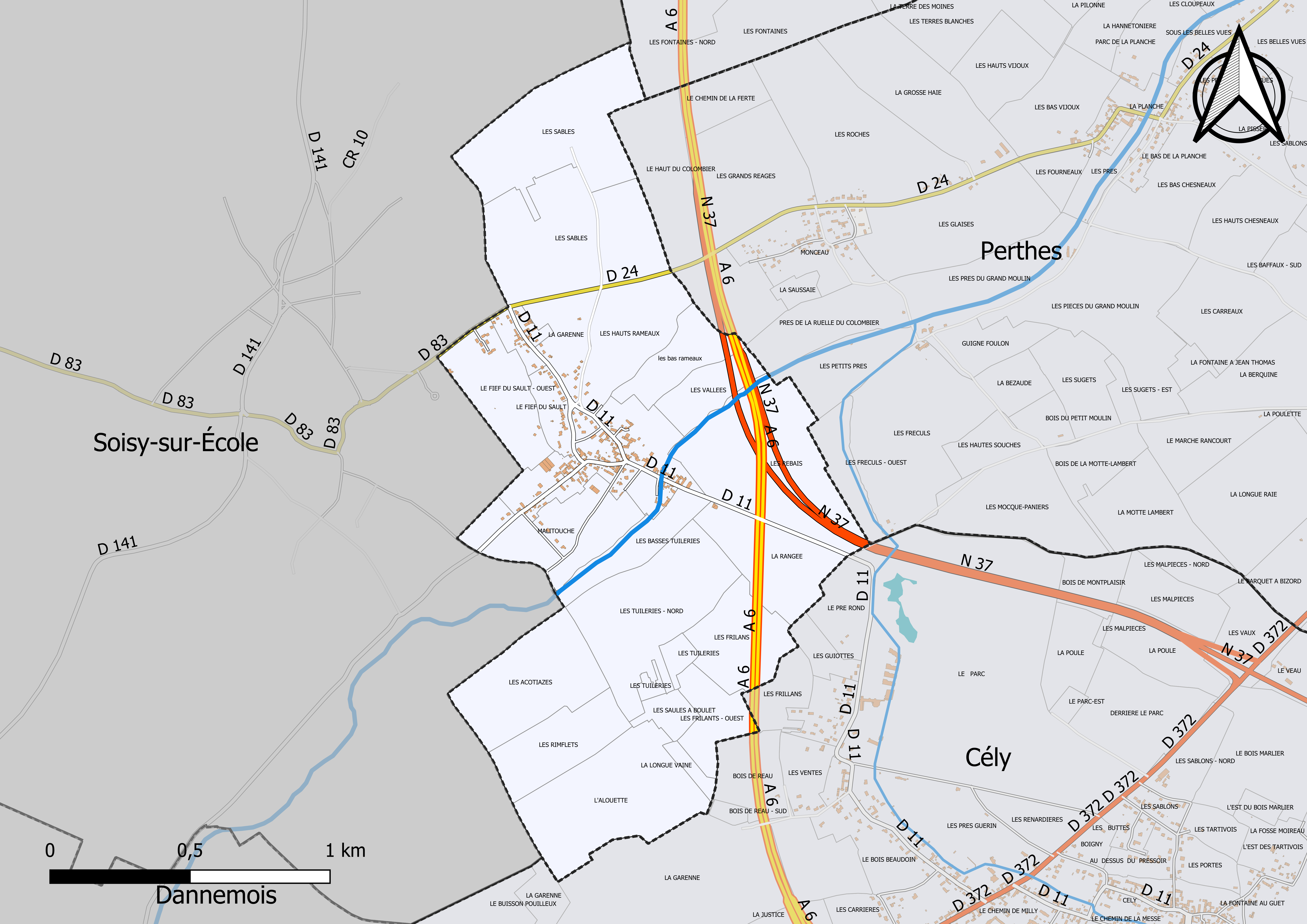
Carte du cadastre de la commune de Saint-Germain-sur-École.

La commune compte 23 lieux-dits administratifs répertoriés consultables ici.

### Logement
En 2016, le nombre total de logements dans la commune était de 154, dont 97,5 % de maisons et 1,3 % d'appartements.
Parmi ces logements, 90,1 % étaient des résidences principales, 2,5 % des résidences secondaires et 7,5 % des logements vacants.
La part des ménages fiscaux propriétaires de leur résidence principale s'élevait à 87,3 %, contre 7 % de locataires et 5,6 % logés gratuitement,.

### Voies de communication et transports

#### Voies de communication
L'est du territoire de la commune est traversé du nord au sud par l'autoroute A6. Celle-ci est accessible par le diffuseur no 13 (Cély) situé à 3 km au sud de Saint-Germain-sur-École.
Deux routes départementales relient Saint-Germain-sur-École aux communes voisines :
- la D 24, vers l'est en direction de Perthes et vers l'ouest en direction de Soisy-sur-École ;
- la D 11, vers le sud-est en direction de Cély.

#### Transports
La commune est desservie par trois lignes du réseau de bus Fontainebleau - Moret :
- la ligne no 14 qui relie Saint-Martin-en-Bière à Melun (gare de Melun) ;
- la ligne no 20 qui relie Soisy-sur-École à Avon ;
- la ligne no 114 qui relie Saint-Martin-en-Bière à Perthes.

## Toponymie
Le nom de la localité est mentionné sous les formes Sanctus Germanus en 1235 ; Sanctus Germanus super Scolam en 1259 ; Saint Germain sur Escolle en 1475.
L'hagiotoponyme est issu du saint éponyme.
Le village est traversé par la rivière l'École.

## Histoire
L'histoire de Saint-Germain-sur-École est intimement liée à celle de Cély en Bière.
Les seigneurs de Cély étaient aussi seigneurs de Saint Germain.
Les territoires de ces deux villages faisaient partie du même domaine.
En 1789, la paroisse de Saint-Germain faisait partie du doyenné de Melun.
Pendant la Révolution Française, l'église Saint-Germain n'était qu'une annexe de celle de Cély-en-Bière.
En 1864, elle a été érigée en chapelle vicariale.
L'église, de fondation très ancienne, fut dédiée à saint Germain d'Auxerre. Elle possède un chœur du XIIIe siècle, une voûte plafonnée en bois, un portail roman et un petit clocher terminé en pointe et couvert d'ardoise. L'ancien cimetière était situé autrefois devant l'église.

## Politique et administration

### Liste des maires
| Période   | Période      | Identité          | Étiquette | Qualité  |
| --------- | ------------ | ----------------- | --------- | -------- |
| mars 2001 |              | Jacki Cambron     |           | retraité |
| mars 2008 | mars 2020    | Christiane Walter |           |          |
| mars 2020 | février 2023 | Gerard Thomas     |           |          |
| mars 2023 | En cours     | Jean Helie        |           |          |

### Jumelages
La ville de Saint Germain sur Ecole n'est jumelée avec aucune autre commune.

## Équipements et services

### Eau et assainissement
L’organisation de la distribution de l’eau potable, de la collecte et du traitement des eaux usées et pluviales relève des communes. La loi NOTRe de 2015 a accru le rôle des EPCI à fiscalité propre en leur transférant cette compétence. Ce transfert devait en principe être effectif au 1er janvier 2020, mais la loi Ferrand-Fesneau du 3 août 2018 a introduit la possibilité d’un report de ce transfert au 1er janvier 2026,.

#### Assainissement des eaux usées
En 2020, la gestion du service d'assainissement collectif de la commune de Saint-Germain-sur-École est assurée par la communauté d'agglomération du Pays de Fontainebleau (CAPF) pour le transport et la dépollution. Ce service est géré en délégation par une entreprise privée, dont le contrat arrive à échéance le 17 août 2023,,.
L’assainissement non collectif (ANC) désigne les installations individuelles de traitement des eaux domestiques qui ne sont pas desservies par un réseau public de collecte des eaux usées et qui doivent en conséquence traiter elles-mêmes leurs eaux usées avant de les rejeter dans le milieu naturel. La communauté d'agglomération du Pays de Fontainebleau (CAPF) assure pour le compte de la commune le service public d'assainissement non collectif (SPANC), qui a pour mission de vérifier la bonne exécution des travaux de réalisation et de réhabilitation, ainsi que le bon fonctionnement et l’entretien des installations. Cette prestation est déléguée à l'entreprise Veolia, dont le contrat arrive à échéance le 30 juin 2027,.

#### Eau potable
En 2020, l'alimentation en eau potable est assurée par la communauté d'agglomération du Pays de Fontainebleau (CAPF) qui en a délégué la gestion à une entreprise privée,.
Les nappes de Beauce et du Champigny sont classées en zone de répartition des eaux (ZRE), signifiant un déséquilibre entre les besoins en eau et la ressource disponible. Le changement climatique est susceptible d’aggraver ce déséquilibre. Ainsi afin de renforcer la garantie d’une distribution d’une eau de qualité en permanence sur le territoire du département, le troisième Plan départemental de l’eau signé, le 3 octobre 2017, contient un plan d’actions afin d’assurer avec priorisation la sécurisation de l’alimentation en eau potable des Seine-et-Marnais. A cette fin a été préparé et publié en décembre 2020 un schéma départemental d’alimentation en eau potable de secours dans lequel huit secteurs prioritaires sont définis. La commune fait partie du secteur Bière.

## Population et société

### Démographie
L'évolution du nombre d'habitants est connue à travers les recensements de la population effectués dans la commune depuis 1793. Pour les communes de moins de 10 000 habitants, une enquête de recensement portant sur toute la population est réalisée tous les cinq ans, les populations de référence des années intermédiaires étant quant à elles estimées par interpolation ou extrapolation. Pour la commune, le premier recensement exhaustif entrant dans le cadre du nouveau dispositif a été réalisé en 2007.

En 2022, la commune comptait 371 habitants, en évolution de +3,63 % par rapport à 2016 (Seine-et-Marne : +3,92 %, France hors Mayotte : +2,11 %).
| 1793 | 1800 | 1806 | 1821 | 1831 | 1836 | 1841 | 1846 | 1851 |
| ---- | ---- | ---- | ---- | ---- | ---- | ---- | ---- | ---- |
| 170  | 157  | 149  | 177  | 152  | 168  | 176  | 175  | 171  |

| 1856 | 1861 | 1866 | 1872 | 1876 | 1881 | 1886 | 1891 | 1896 |
| ---- | ---- | ---- | ---- | ---- | ---- | ---- | ---- | ---- |
| 185  | 182  | 172  | 167  | 175  | 169  | 166  | 176  | 161  |

| 1901 | 1906 | 1911 | 1921 | 1926 | 1931 | 1936 | 1946 | 1954 |
| ---- | ---- | ---- | ---- | ---- | ---- | ---- | ---- | ---- |
| 155  | 159  | 154  | 120  | 118  | 113  | 98   | 118  | 121  |

| 1962 | 1968 | 1975 | 1982 | 1990 | 1999 | 2006 | 2007 | 2012 |
| ---- | ---- | ---- | ---- | ---- | ---- | ---- | ---- | ---- |
| 181  | 164  | 187  | 244  | 329  | 328  | 353  | 355  | 347  |

| 2017 | 2022 | - | - | - | - | - | - | - |
| ---- | ---- | - | - | - | - | - | - | - |
| 366  | 371  | - | - | - | - | - | - | - |

## Économie

### Revenus de la population et fiscalité
En 2018, le nombre de ménages fiscaux de la commune était de 134, représentant 339 personnes et la  médiane du revenu disponible par unité de consommation  de 25 190 euros.

### Emploi
En 2017 , le nombre total d’emplois dans la zone était de 51, occupant 178 actifs  résidants.
Le taux d'activité de la population (actifs ayant un emploi) âgée de 15 à 64 ans s'élevait à 74,4 % contre un taux de chômage de 5,6 %.
Les 20,1 % d’inactifs se répartissent de la façon suivante : 6,4 % d’étudiants et stagiaires non rémunérés, 7,3 % de retraités ou préretraités et 6,4 % pour les autres inactifs.

### Secteurs d'activité

#### Entreprises et commerces
En 2019, le nombre d’unités légales et d’établissements (activités marchandes hors agriculture) par secteur d'activité était de 28 dont 2 dans l’industrie manufacturière, industries extractives et autres, 4 dans la construction, 8 dans le commerce de gros et de détail, transports, hébergement et restauration, 1 dans l’Information et communication, 4 dans les activités financières et d'assurance, 1 dans les activités immobilières, 4 dans les activités spécialisées, scientifiques et techniques et activités de services administratifs et de soutien, 1 dans l’administration publique, enseignement, santé humaine et action sociale et 3  étaient relatifs aux autres activités de services.
En 2020, 3 entreprises ont été créées sur le territoire de la commune, dont 2 individuelles.
Au 1er janvier 2021, la commune ne disposait pas d’hôtel et de terrain de camping.

### Agriculture
Saint-Germain-sur-École est dans la petite région agricole dénommée le « Pays de Bière et Forêt de Fontainebleau », couvrant le Pays de Bière et la forêt de Fontainebleau. En 2010, l'orientation technico-économique de l'agriculture sur la commune est diverses cultures (hors céréales et oléoprotéagineux, fleurs et fruits).
Si la productivité agricole de la Seine-et-Marne se situe dans le peloton de tête des départements français, le département enregistre un double phénomène de disparition des terres cultivables (près de 2 000 ha par an dans les années 1980, moins dans les années 2000) et de réduction d'environ 30 % du nombre d'agriculteurs dans les années 2010. Cette tendance se retrouve au niveau de la commune où le nombre d’exploitations est passé de 6 en 1988 à 4 en 2010. Parallèlement, la taille de ces exploitations augmente, passant de 37 ha en 1988 à 61 ha en 2010.
Le tableau ci-dessous présente les principales caractéristiques des exploitations agricoles de Saint-Germain-sur-École, observées sur une période de 22 ans : 
|                                      | 1988 | 2000 | 2010 |
| ------------------------------------ | ---- | ---- | ---- |
| Dimension économique,                |      |      |      |
| Nombre d’exploitations (u)           | 6    | 5    | 4    |
| Travail (UTA)                        | 11   | 8    | 6    |
| Surface agricole utilisée (ha)       | 221  | 224  | 244  |
| Cultures                             |      |      |      |
| Terres labourables (ha)              | 220  | 224  | 244  |
| Céréales (ha)                        | 175  | 128  | 149  |
| dont blé tendre (ha)                 | 92   | 81   | 67   |
| dont maïs-grain et maïs-semence (ha) | 33   | s    | s    |
| Tournesol (ha)                       | 14   |      |      |
| Colza et navette (ha)                | 17   | 26   | 27   |
| Élevage                              |      |      |      |
| Cheptel (UGBTA)                      | 22   | 4    | 0    |

## Culture locale et patrimoine

### Patrimoine architectural
- Église Saint-Germaine-d'Auxerre

### Personnalités liées à la commune
François Dieupart, claveciniste et compositeur du début du XVIIIe siècle.